# Station Szczecin Pomorzany
Station Szczecin Pomorzany was een spoorwegstation in de Poolse plaats Szczecin. Sinds 2002 stoppen hier geen passagierstreinen meer.

## Spoorlijn
Het station ligt aan de spoorlijn 406 met de volgende haltes station Szczecin Główny en station Szczecin Turzyn.
Szczecin Główny · Szczecin Pomorzany · Szczecin Turzyn · Szczecin Pogodno · Szczecin Łękno · Szczecin Niebuszewo · Szczecin Drzetowo · Szczecin Żelechowo · Szczecin Golęcino · Szczecin Gocław · Szczecin Glinki · Szczecin Skolwin · Szczecin Mścięcino · Police · Police Zakład · Jasienica · Dębostrów · Niekłończyca Uniemyśl · Trzebież Szczeciński